# 知念慶
知念 慶（ちねん けい、1995年3月17日 - ）は、沖縄県島尻郡南風原町出身のプロサッカー選手。Jリーグ・鹿島アントラーズ所属。ポジションはミッドフィールダー、フォワード。

## 経歴

### プロ入り前
小学校1年生の時に兄が地元の少年サッカークラブに入団した事をきっかけに、自身も入団しサッカーを始める。当時のポジションはDFであった。その後中学を経て知念高校に進学。高校3年次には関東の強豪大学の練習に参加をするが、「規律や厳しさに自分は順応できないだろう」という判断から進学は見送った。インターハイ後には受験勉強の為一旦サッカー部を引退したが、1ヶ月程で復帰した。
高校卒業後沖縄を離れ、愛知学院大学に進学。入学後に同校サッカー部監督・境田雅章に「サッカー部に入りたい」と直訴し、身体能力テストと練習参加を経て正式に入部した。最初はBチームからのスタートであったが、試合で結果を残し1年次の12月にAチームに合流を果たす。2年次には東海学生サッカーリーグ戦で得点王になる活躍を見せるなど、以後はコンスタントに成績を残し、ベストイレブンや大学選抜にも選出された。

### 川崎フロンターレ
2017年、川崎フロンターレに加入。4月1日、J1第5節のベガルタ仙台戦でプロデビューを果たした。10月4日、ルヴァンカップ準決勝のベガルタ仙台戦にてプロ初ゴールを決めた。10月25日、天皇杯準々決勝の柏レイソル戦で公式戦初先発を果たし、10月29日、J1第31節の柏レイソル戦ではリーグ初得点を決めた。
2018年、開幕戦のジュビロ磐田戦では1トップとして先発出場。同年は出場機会を大きく増やし、自己最多のリーグ戦27試合に出場した。
2019年、第3節よりスタメンの座を掴むとJ1第5節の松本山雅FC戦 から第8節の湘南ベルマーレ戦にかけて4試合連続ゴールを記録。ルヴァンカップ・準々決勝1stレグの名古屋グランパス戦ではVAR導入後第1号となるゴールを決めた。

### 大分トリニータ
2020年、大分トリニータに期限付き移籍。プロ入り後最多のリーグ戦29試合に出場したが、監督・片野坂知宏の戦術への適応に時間を要し、3得点にとどまった。

### 川崎フロンターレ復帰
2021年、川崎に復帰。9月26日、第30節の湘南ベルマーレ戦では決勝点を決めて、チームの首位キープに貢献した。

### 鹿島アントラーズ
2023年、鹿島アントラーズへ完全移籍で加入することが発表された。2月18日、J1開幕節の京都サンガF.C.戦からスタメンで出場し、移籍後初ゴールを決めた。
2024年、開幕前のキャンプでボランチの柴崎岳が負傷により長期離脱し、監督のランコ・ポポヴィッチは柴崎の穴埋めとして知念をボランチへコンバートし、リーグ戦33試合に出場した。ボランチとしてはデュエルでの強さが突出しており、デュエル勝利数はリーグ最多の138回で、シーズン終了後には自身初のJリーグベストイレブンを受賞した。また、沖縄県出身の選手がベストイレブンに選出されるのは初めてであった。
2025年、MF登録となり、副キャプテンにも就任する。

## 人物・エピソード
- 2018年、川崎サポーターから知念の個人チャントが披露された（原曲・炎のファイター）。このメロディはかつて川崎に在籍した同郷の我那覇和樹のチャントとして使用されていたもの[19]。
- 2023年、鹿島移籍に伴い鹿島サポーターから知念の個人チャントが披露された。原曲はMONGOL800の「あなたに」である。
- 2025年、古巣川崎で共にした鬼木達監督と再会を果たす。鬼木監督は川崎時代FWだった知念のボランチ起用に「知念も僕は見極められなかったですけど」と話す[20]。
- 父と母は「よろこびがあるように」という願いを込めて、命名した[21]。
- 子供の頃から海が好きで、シュノーケリングや釣りをしていた。
- 南風原町立南風原文化センターには同町の歴史の展示と共にサイン入りのスパイクが置いてある。

## プレースタイル
主にFW(センターフォワード、ウィング)として起用される。
身体能力が高く、無理が利くストライカーである。前線から守備をこなす献身性だけでなく、ポストプレーやシュート、ヘディング、どれも高いレベルで備える万能型である。フィジカルが強く、パンチ力のあるシュートができ、ミドルシュートでゴールを陥れることができる。
しかし、鹿島アントラーズのランコ・ポポヴィッチ監督により2024年シーズンからボランチにコンバートされた。佐野海舟とコンビを組んでスタメンに定着。FW時代の屈強なフィジカルと空中戦の強さを生かし、ずば抜けたデュエル勝利数でJ1のデュエル王となっている。

## 所属クラブ
- 北丘FC（南風原町立北丘小学校）
- 南風原町立南風原中学校
- 沖縄県立知念高等学校
- 愛知学院大学
- 2017年 - 2022年  川崎フロンターレ
  - 2020年  大分トリニータ（期限付き移籍）
- 2023年 -  鹿島アントラーズ

## 個人成績
| 国内大会個人成績 | 国内大会個人成績 | 国内大会個人成績 | 国内大会個人成績 | 国内大会個人成績 | 国内大会個人成績 | 国内大会個人成績 | 国内大会個人成績 | 国内大会個人成績 | 国内大会個人成績 | 国内大会個人成績 | 国内大会個人成績 |
| 年度             | クラブ           | 背番号           | リーグ           | リーグ戦         | リーグ戦         | リーグ杯         | リーグ杯         | オープン杯       | オープン杯       | 期間通算         | 期間通算         |
| 年度             | クラブ           | 背番号           | リーグ           | 出場             | 得点             | 出場             | 得点             | 出場             | 得点             | 出場             | 得点             |
| 日本             | 日本             | 日本             | 日本             | リーグ戦         | リーグ戦         | リーグ杯         | リーグ杯         | 天皇杯           | 天皇杯           | 期間通算         | 期間通算         |
| ---------------- | ---------------- | ---------------- | ---------------- | ---------------- | ---------------- | ---------------- | ---------------- | ---------------- | ---------------- | ---------------- | ---------------- |
| 2017             | 川崎             | 20               | J1               | 4                | 1                | 2                | 1                | 3                | 0                | 9                | 2                |
| 2018             | 川崎             | 20               | J1               | 27               | 4                | 2                | 1                | 4                | 3                | 33               | 8                |
| 2019             | 川崎             | 20               | J1               | 21               | 5                | 1                | 1                | 3                | 0                | 25               | 6                |
| 2020             | 大分             | 9                | J1               | 29               | 3                | 1                | 0                | -                | -                | 30               | 3                |
| 2021             | 川崎             | 20               | J1               | 22               | 4                | 1                | 0                | 3                | 0                | 26               | 4                |
| 2022             | 川崎             | 20               | J1               | 27               | 7                | 0                | 0                | 1                | 1                | 28               | 8                |
| 2023             | 鹿島             | 13               | J1               | 21               | 5                | 4                | 0                | 0                | 0                | 25               | 5                |
| 2024             | 鹿島             | 13               | J1               | 33               | 3                | 1                | 1                | 3                | 0                | 37               | 4                |
| 2025             | 鹿島             | 13               | J1               |                  |                  |                  |                  |                  |                  |                  |                  |
| 通算             | 日本             | 日本             | J1               | 184              | 32               | 12               | 4                | 17               | 4                | 213              | 40               |
| 総通算           | 総通算           | 総通算           | 総通算           | 184              | 32               | 12               | 4                | 17               | 4                | 213              | 40               |

その他の公式戦
- 2018年
  - FUJI XEROX SUPER CUP 1試合0得点
- 2019年
  - FUJI XEROX SUPER CUP 1試合0得点
- 2022年
  - FUJIFILM SUPER CUP 1試合0得点

| 国際大会個人成績 | 国際大会個人成績 | 国際大会個人成績 | 国際大会個人成績 | 国際大会個人成績 |
| 年度             | クラブ           | 背番号           | 出場             | 得点             |
| AFC              | AFC              | AFC              | ACL              | ACL              |
| ---------------- | ---------------- | ---------------- | ---------------- | ---------------- |
| 2017             | 川崎             | 20               | 0                | 0                |
| 2018             | 川崎             | 20               | 5                | 2                |
| 2019             | 川崎             | 20               | 4                | 1                |
| 2021             | 川崎             | 20               | 4                | 4                |
| 2022             | 川崎             | 20               | 6                | 3                |
| 通算             | AFC              | AFC              | 19               | 10               |

- Jリーグ初出場 - 2017年4月1日 J1第5節 vsベガルタ仙台（ユアテックスタジアム仙台）
- 公式戦初得点 - 2017年10月4日 YLC準決勝第1戦 vsベガルタ仙台（ユアテックスタジアム仙台）
- Jリーグ初得点 - 2017年10月29日 J1第31節 vs柏レイソル（日立柏サッカー場）

## タイトル

### クラブ
川崎フロンターレ
- J1リーグ：3回（2017年、2018年、2021年）
- Jリーグカップ：1回（2019年）
- スーパーカップ：1回（2019年）

### 個人
- Jリーグベストイレブン：1回（2024年）

## 選抜歴
- 東海・北信越大学選抜
  - デンソーカップサッカー（2014年）